# Остаповка (Черкасская область)
Остаповка (укр. Остапівка) — село в Драбовском районе Черкасской области Украины.
Население по переписи 2001 года составляло 273 человека. Занимает площадь 2,61 км². Почтовый индекс — 19825. Телефонный код — 4738.

## Местный совет
19825, Черкасская обл., Драбовский р-н, с. Остаповка